# ローリン・ハード
ローリン・ハード（Rollin' Hard、2008年12月26日没）は、1990年代から2000年代に掛けて活動した、アメリカ合衆国出身のプロレスラー。
トルネード・タズとトラストワーシー・タズというギミックを備え持ちつつ、『ニグロ・アミーゴ』（垂直落下式水車落とし）、頭部への空手チョップ、火をつけた手による空手チョップを得意技として、そして『ニガ・ノッカ』（デスバレードライバー）を決め技として、その経歴のほぼ全部を通してIWAミッドサウスのマットを舞台に活動した。
ちょうどIWAミッドサウスの黎明期にあたる頃―この団体の設立者たるイアン・ロッテンからの訓練を経て、プロレスラーとしてのデビューを1997年に行った。この年に開創するに至ったIWAミッドサウスの『デスマッチの祭典』―キング・オブ・ザ・デスマッチ(KOTDM)にさっそく出場。画鋲をまぶしたバットと板という凶器を用いたデスマッチ戦でブル・ペインを下し、スパイダーネットを用いた第2回戦で師たるイアン・ロッテンを相手に敗れ退いた。
1999年から2000年に掛けてIWAミッドサウスのヘビー級王座を3度にわたって獲得。そして2000年には2度目のKOTDMへの出場を成し、キャッシュ・フロ〜マーク・ウォルフ〜アリスター・フィアー〜と、サボテンや有刺鉄線ロープやスパーダーネットを用いたデスマッチを勝ち進み、燃え盛る棺桶を用いた決勝戦でついにはその相手たるコーポラル・ロビンソンを制圧。もってこの選手権―キング・オブ・ザ・デスマッチの覇者の座へと君臨するに至った。
それから2001年〜2002年〜2003年と休むことなくKOTDMに参戦し、ディレンジド、トレント・ベーカー、スーサイド・キッド、イアン・ロッテン、ミッチ・ペイジ、ディスファンクション、・・・こうした面々を相手に数多のデスマッチ戦を展開。そのすがらで2002年にあっては、ミッチ・ペイジと組んだタッグでIWAミッドサウスのタッグ王座を3度にわたって獲得した。
2004年〜2005年とKOTDMを欠場したのちに、やがて参戦を迎えた2006年のKOTDMにおいては、ヒルを浸したプールと蛍光灯を用いたデスマッチをミッチ・ペイジを相手に敢行。そしていよいよ7度目の出場となった2007年のKOTDMでは、長年の相棒―ミッチ・ペイジとのタッグをもって、吹本賢児∽ディレンジド組と、インサーン・レーン∽ダニー・ハボック組とのバトルロイヤル戦を戦い、そのまま敗退。のちに引退するに至ったペイジの最後の試合でもあった。やがて年も暮れに差し掛かる頃に、師たるイアン・ロッテンの引退記念興行を舞台にインサーン・レーンを制圧。
それから活動の無い時期を記録したのちに、2008年の12月26日―長年にわたり闘病してきたガンによって逝去。かくしておおよそ10年間にわたった『ローリン・ハード』の歴史もそこに終幕を迎えたのであった。